# Porta Praetoriana

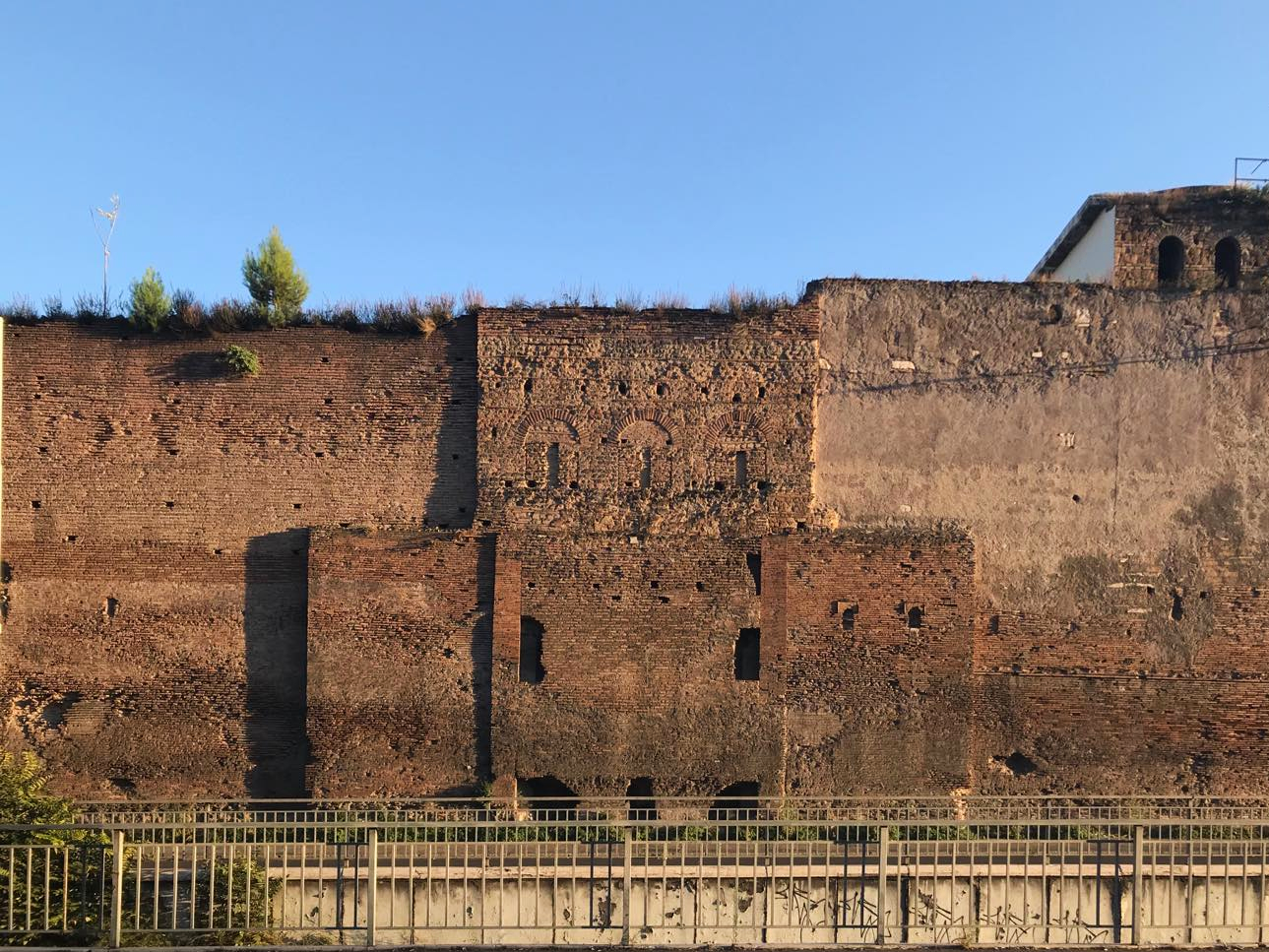
Spuren der Porta Praetoriana an der Außenseite des Prätorianerlagers.

Die Porta Praetoriana war eines der vier Tore des befestigten Lagers der Prätorianergarde, der castra praetoria, in Rom. Es wurde samt Teilen der Nord- und Ostbefestigung des Lagers zwischen 271 und 273 n. Chr. in die Aurelianische Mauer integriert. Das Tor, das aus der Zeit vor Aurelian stammte und deutlich anhand der Technik seines Ziegelmauerwerks von der Aurelianischen Mauer zu unterscheiden ist, kann nur noch anhand von Spuren erkannt werden, da es zu Beginn des 4. Jahrhunderts abgetragen, die Durchgänge verschlossen wurden. Es wurde von zwei Türmen flankiert.